# Перемир'я у Фокшанах
Перемир'я у Фокшанах (рум. Armistițiul de la Focșani) — договір, укладений 9 грудня 1917 року у Фокшанах між Румунським королівством й Російською республікою з одного боку та Центральними державами з іншого про завершення ведення бойових дій сторонами у часи Першої світової війни.

## Історія
У серпні 1916 року Румунія вступила у Першу світову війну, вторгнувшись до Австро-Угорщини вона намагалася захопити Трансільванію. Однак, у вересні 1916 року Центральні держави розпочали успішний контрнаступ, внаслідок якого до грудня 1916 року була захоплена столиця Королівства, Бухарест, і окуповано близько двох третин румунської території. Уряд Румунії був змушений відступити до Ясс, в історичному регіоні Молдавії, але зміг відбити подальший наступ ворожих сил і не допустити повного краху держави завдяки численним російським підкріпленням, що були направлені до Румунії для запобігання вторгненню Центральних держав на південь Росії на початку 1917 року. Пізніше завдяки успішному відбиття наступу Центральних держав на Мерешешті та Ойтуз подальше просування противника було зупинене.
Після Жовтневого перевороту 1917 року Росія поринула у громадянську війну, і російський уряд почав виводити свої війська з Румунії. 4 і 5 грудня 1917 року більшовики підписали дві угоди про припинення вогню з Центральними державами, а згодом (15 грудня) — повне перемир'я, а під керівництвом Льва Троцького та Адольфа Йоффе — мирні переговори з Центральними державами в Бресті-Литовську. Брест-Литовський договір зробив Румунію географічно ізольованою від решти країн Антанти й кинутою напризволяще. Не маючи російської підтримки, уряд Румунії згодом був змушений звернутися до своїх противників у війні з пропозицією про мир.
9 грудня 1917 року у Фокшанах на річці Серет було підписано перемир'я, за яким Румунське королівство припиняло військові дії проти Німеччини, Австро-Угорщини, Болгарії та Османської імперії.
Хоча бойові дії закінчилися, велика частина Румунії залишалася під окупацією Центральних держав після перемир'я. У травні 1918 року румунський уряд підписало принизливий Бухарестський договір, який вимагав від Румунії поступитися провінцію Добруджа та деякими перевалами у Карпатах і надати Центральним державам численні економічні привілеї.
У 1919 році за Версальським договором Румунія відмовилися від територіальних поступок Німеччині. Румунські поступки Австро-Угорщині були анульовані за умовами Сен-Жерменського договору 1919 року і Тріанонського договорі 1920 року, в той час як поступки Болгарії були скасовані Нёйіським договором 1919 року.